# Letalska guma
Letalske gume so gume posebej načrtovane za uporabo na letalih in drugih zrakoplovih. Za razliko od avtomobilskih pnevmatik nimajo profila (oziroma je majhen), imajo pa utore za odvajanje vode, da ne pride do akvaplaninga. Napolnjene so z inertnim plinom, največkrat dušikom (lahko tudi s helijem), da se zmanjša ekspanzija in kontrakcija, ko se med letom spreminja temperatura in tlak. Dušik je tudi bolj varen kot običajen zrak. Letalske gume imajo toplotno varovalko, ki spušča gumo, ko pride do zelo visokih temperatur, npr. pri prekinjenem vzletu (RTO). Tako se prepreči potencialno nevarno eksplozijo. Večja letala imajo za večjo varnost dvokolesno nosno kolo, v primeru da ena guma poči je letalo še vedno operativno.
Tlak polnjenja gum na reaktivnih letalih je do 14 barov, za poslovna letala tudi več. Testi na letalskih gumah so pokazali da zdržijo tlak do okrog 55 barov, preden počijo. Gume na šprtnih letalih so polnjene z zrakom in pod manjšim tlakom. Nekatera ruska letala imajo sistem za spreminjanje tlaka v gumah, tako lahko pristajajo tudi na slabše pripravljenih stezah.
Izrabljene letalske gume se velikokrat ponovno oplasti in se jih ponovno uporabi. 